# Sandra Obiol Francés
Sandra Obiol Francés (Alcoi, 1977) és una sociòloga valenciana.
És professora de Sociologia a la Universitat de València, i coordinadora del Centre Ovidi Montllor entre 2003 i 2010. Entre 2019 i 2022 fou regidora en la seua ciutat per la candidatura Guanyar Alcoi. Ha sigut membre de la junta directiva d'ACPV.